# Jamaame
Jamaame (ou ainda Jamāme, Giamane, Giamama, Giamana, Giamame, Jamameou, Jamame, conhecida em italiano como Margherita), é uma cidade da Somália densamente habitada, localizada na margem leste do rio Juba.
Jamaame está situada no sul da Somália, na região de Jubbada Hoose, entre o Oceano Índico a leste, terras agrícolas ao longo do rio Juba a oeste e a cidade de Kismayo ao sul.
A cidade é um importante centro agrícola, comercial e industrial. A banana, principal produto agrícola, é exportada através de Kismaayo, porto no Oceano Índico localizado 56 km ao sul da cidade.
- Latitude: 0° 4' 20" Norte
- Longitude: 42° 45' 2" Leste
- Altitude: 10 metros